# 孟安嫔
孟安嬪（？—1565年），名失考，明朝明世宗朱厚熜之嬪。

## 生平
孟氏的出生及入宮時間均不詳。嘉靖四十四年（1565年）二月初七日，「未封宮御」孟氏薨逝，追封為安嬪。根據《太常續考》的記載，孟安嬪與宋宜妃、諸靜妃、張和妃、高安妃、張昭嬪、武常嬪、郭寧嬪、田靜嬪於金山合葬同一墓，葬地位於西山紅石口。